# Limnophila imitatrix
Limnophila imitatrix là một loài ruồi trong họ Limoniidae. Chúng phân bố ở miền Australasia.